# Differentiaal

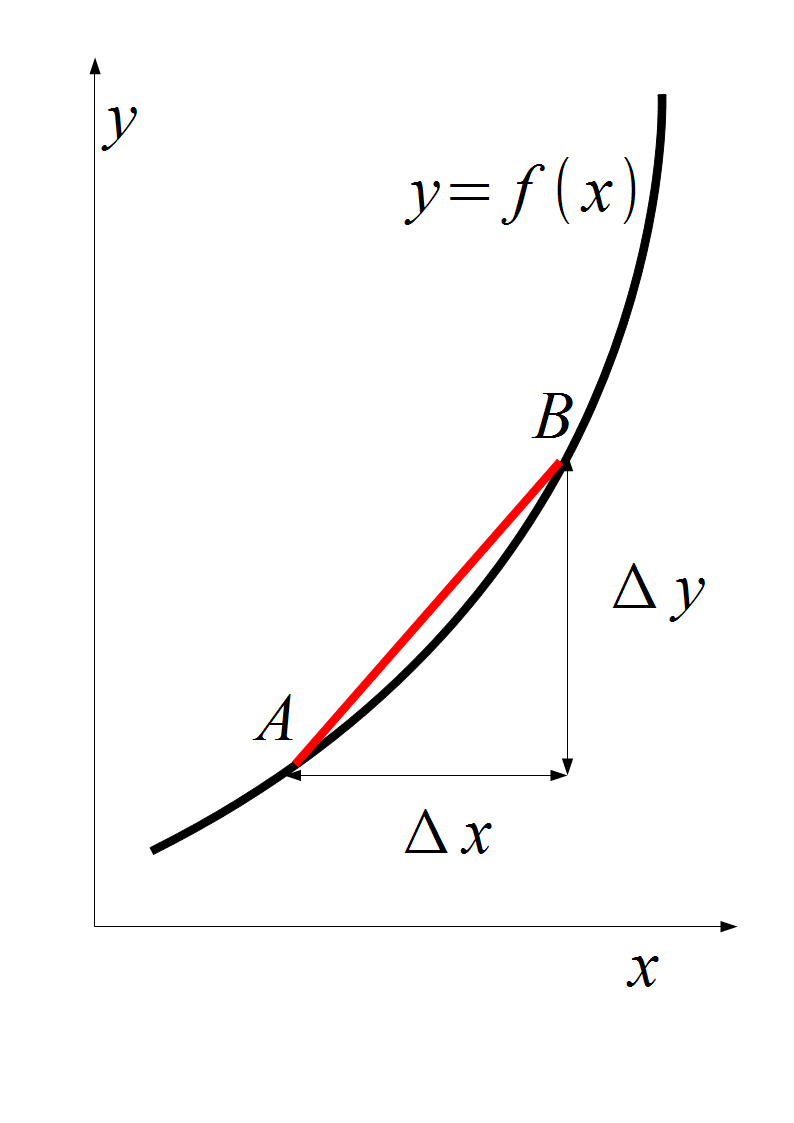
Als dan wordt en

Een differentiaal is in de wiskunde een verandering (toename of afname), van een veranderlijke of een functiewaarde die oneindig klein wordt.
Als een veranderlijke een verandering {\displaystyle \Delta x} ondergaat en men laat die verandering tot nul naderen, dan spreekt men van de differentiaal van {\displaystyle x} (notatie {\displaystyle \mathrm {d} x}).
Als {\displaystyle x} verbonden is met {\displaystyle y} door een functie {\displaystyle y=f(x)}, correspondeert met een verandering {\displaystyle \Delta x} in de veranderlijke {\displaystyle x} een verandering {\displaystyle \Delta y} in {\displaystyle y}. Met de differentiaal {\displaystyle \mathrm {d} x} van {\displaystyle x} correspondeert de differentiaal {\displaystyle \mathrm {d} y} van {\displaystyle y}.
Het quotiënt van de differentialen is het differentiaalquotiënt {\displaystyle {\frac {\mathrm {d} y}{\mathrm {d} x}}=\lim _{\Delta x\to 0}{\frac {\Delta y}{\Delta x}}}, de afgeleide van de functie {\displaystyle f(x)}, of de limiet van het differentiequotiënt.
Als bijvoorbeeld in de figuur {\displaystyle B} tot {\displaystyle A} nadert, nadert {\displaystyle \Delta x} tot 0, men spreekt dan van de differentiaal {\displaystyle \mathrm {d} x} van {\displaystyle x}, dan wordt het differentiequotiënt {\displaystyle {\frac {\Delta y}{\Delta x}}} de afgeleide.

## Berekening
- Voor een expliciete functie {\displaystyle y=f(x)} van één veranderlijke is de totale differentiaal gelijk aan:

{\displaystyle \mathrm {d} y=f'(x)\,\mathrm {d} x}
- De totale differentiaal kan worden gegeneraliseerd voor expliciete functies van meerdere veranderlijken, en bevat dan bijdragen van elk van de onafhankelijke veranderlijken. Zo is de totale differentiaal van de functie:

{\displaystyle y=f(x_{1},\ldots ,x_{i},\ldots ,x_{n})}
gelijk aan:
{\displaystyle \mathrm {d} y={\frac {\partial f}{\partial x_{1}}}\mathrm {d} x_{1}+\ldots +{\frac {\partial f}{\partial x_{i}}}\mathrm {d} x_{i}+\ldots +{\frac {\partial f}{\partial x_{n}}}\mathrm {d} x_{n}}
- Ook voor impliciete functies kan men dit begrip uitbreiden. Bij een impliciete functie:

{\displaystyle f(x,y,z,u)=0}
differentieert men eerst beide leden, zodat:
{\displaystyle f'_{x}\mathrm {d} x+f'_{y}\mathrm {d} y+f'_{z}\mathrm {d} z+f'_{u}\mathrm {d} u=0}
Vervolgens kan men een van de veranderlijken als afhankelijk beschouwen van de drie andere. Kies bijvoorbeeld u als afhankelijke variabele, dan volgt:
{\displaystyle \mathrm {d} u=-{\frac {f'_{x}}{f'_{u}}}\mathrm {d} x-{\frac {f'_{y}}{f'_{u}}}\mathrm {d} y-{\frac {f'_{z}}{f'_{u}}}\mathrm {d} z}
- Bij samengestelde functies kan de differentiaal op verschillende niveaus geschreven worden. Neem bijvoorbeeld:

{\displaystyle z=f(x,y)}, met {\displaystyle x=x(u,v),\quad y=y(u,v)}
Dan is:
{\displaystyle \mathrm {d} z=z'_{x}\mathrm {d} x+z'_{y}\mathrm {d} y}
Maar omdat ook op hun beurt
{\displaystyle \mathrm {d} x=x'_{u}\mathrm {d} u+x'_{v}\mathrm {d} v}
en
{\displaystyle \mathrm {d} y=y'_{u}\mathrm {d} u+y'_{v}\mathrm {d} v},
geldt eveneens:
{\displaystyle \mathrm {d} z=(z'_{x}\,x'_{u}+z'_{y}\,y'_{u})\,\mathrm {d} u+(z'_{x}\,x'_{v}+z'_{y}\,y'_{v})\,\mathrm {d} v}